# Mikałaj Azbukin

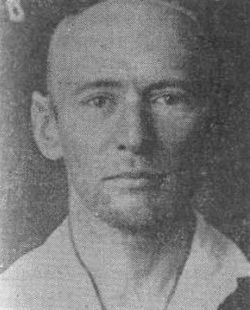
Mikałaj Azbukin

Mikałaj Azbukin (biał. Мікалай Азбукін, ur. 1894 w Bobrujsku, zm. 24 listopada 1943) – białoruski geograf i krajoznawca, publicysta i działacz narodowy. 
W latach 1912–1917 studiował geografię na Uniwersytecie Petersburskim, po czym wykładał geografię i przyrodoznawstwo w Gimnazjum Słowiańskim w Bobrujsku. Związał się z białoruskim ruchem narodowym, przystępując do Białoruskiego Towarzystwa Kulturalno-Oświatowego w Bobrujsku. Po opanowaniu miasta przez wojska polskie w 1919 czasowo aresztowany.
Jesienią 1920 objął urząd dyrektora Gimnazjum Słowiańskiego im. Janki Kupały w Bobrujsku. Na wiosnę 1921 aresztowany przez Cze-Ka pod zarzutem przynależności do eserów. Pracował w Mińsku w Komisji Naukowo-Terminologicznej Ludowego Komisariatu Oświaty Białoruskiej SRR oraz w Instytucie Kultury Białoruskiej. W 1929 zatrudniono go w Katedrze Geografii Akademii Nauk Białoruskiej SRR. 
Zajmował się geografią i krajoznawstwem. Napisał podręcznik „Geografia Białorusi”, w którym przedstawił swój kraj jako niezależną jednostkę w Europie. Organizował ruch krajoznawczy na terenie Białoruskiej SRR, był sekretarzem Centralnego Biura Krajoznawstwa oraz redaktorem pisma „Nasz kraj”. 
21 lipca 1930 aresztowany przez NKWD pod zarzutem przynależności do Związku Wyzwolenia Białorusi i skazany na pięć lat łagru. W 1937 prawdopodobnie znów sądzony. Zginął w 1943 podczas próby nielegalnego przekroczenia granicy ZSRR (według świadectwa J. Bibiły). 
15 listopada 1957 zrehabilitowany przez Sąd Najwyższy ZSRR. 

## Wybrane publikacje
- Географія Эўропы, Mińsk 1925 (wraz z Arkadziem Smoliczem)
- Географія па-заэўрапейскіх краёў, Mińsk 1925
- Школьная карта Беларусі, Mińsk 1925 (wraz z A. Smoliczem)
- Нашы мястэчкі (Матэрыялы да геаграфічнага слоўніка), w: „Nasz kraj”, nr 2-3/1925
- Мястэчка Шацак, w: „Nasz kraj”, nr 1/1927